# Reinfeld (Holstein)
Pour les articles homonymes, voir Reinfeld.
Reinfeld (Holstein) est une ville allemande située dans le Land de Schleswig-Holstein. Elle fait partie de l'arrondissement de Stormarn.

## Histoire
Reinfeld a été fondée en 1186 lorsque des moines cisterciens y ont érigé un monastère.

Situation de la ville dans l'arrondissement de Stormarn

## Jumelages
- Neubukow (Allemagne) depuis 1991
- Saint-Pryvé-Saint-Mesmin (France) depuis 1994
- Kaliska (Pologne) depuis 1998[1]

## Personnalités
- Matthias Claudius (1740-1815), poète né à Reinfeld